# 克拉西利夫西克
50°40′10″N 27°23′34″E / 50.66944°N 27.39278°E
克拉西利夫西克（烏克蘭語：Красилівське），是烏克蘭北部的村莊，隸屬日托米爾州的茲維亞赫爾區。該村始建於1890年，面積0.85平方公里，海拔高度207米，2001年人口141，人口密度每平方公里165.88人。